# たけうちほのか
たけうち ほのか（1997年4月6日 - ）は、日本のモデル、タレント、インスタグラマー。
東京都町田市出身。所属事務所はINCUBATION（インキュベーション）。愛称は「ほっちゃん」。兄は俳優の竹内涼真。弟は歌手の竹内唯人。

## 略歴
2017年に横浜ビューティーアート専門学校（現：横浜ビューティー&ブライダル専門学校）を卒業。一般人としてInstagramを中心に投稿活動を行い、当初は美容系の仕事に就くことを目指していた。兄の竹内涼真がバラエティ番組『しゃべくり007』（日本テレビ）に出演した際、無断で家族の写真を放送で流したところSNSのフォロワーが増え、GROVE株式会社からのスカウトを受け芸能界入りした。
現在は、「モデル系インスタグラマー」と称して各方面に活動の幅を伸ばしている。
2020年4月から3年間、ラジオ番組『CULTURE RADIO via TOKYO』（ZIP-FM）でナビゲーターを務めた（J-WAVE本社スタジオからの放送）。
2022年10月、インキュベーションに移籍したことを明らかにした。
深夜バラエティ番組『ゴッドタン』（テレビ東京）の企画「第2の松丸オーディション」で注目を浴びる。男性向け週刊誌『週刊プレイボーイ』（集英社）2023年10月2日号で初めてグラビア撮影を経験。
2025年7月5日、『オハ! よ〜いどん』（NHK教育テレビジョン）のゲストとして出演した際、たまに児童指導員として学童保育で働いていると語った。

## 出演

### テレビ
- 林先生の初耳学（2020年8月9日、毎日放送）
- ゴッドタン（2021年10月17日・2023年4月2日[8]・23日・30日・7月16日・11月19日、2025年5月3日、テレビ東京）
- 上田と女が吠える夜（2022年7月20日、日本テレビ）
- 天才たちのドッキリ 叡智のムダ使い（2023年5月3日、TBSテレビ） - VTR出演
- 日曜ビッグバラエティ 砂場にお宝隠しといたんで探してください 総額100万みんなで掘りまくろう（2023年5月21日、テレビ東京） - VTR出演[9]
- ビットワールド（2023年9月15日、NHK Eテレ） - ホノティ 役
- 水バラ バスvs鉄道乗り継ぎ対決旅17（2023年9月20日、テレビ東京）[10]
- 千原ジュニアのヘベレケ（2023年10月13日 - 27日、東海テレビ）
- 土曜スペシャル ローカル路線バス乗り継ぎの旅W（2023年12月16日・2024年7月20日、テレビ東京）[11]
- 酒のツマミになる話（2024年2月23日、フジテレビ）
- バラいろダンディ（2024年3月15日、東京MX）- MC代理
- 有田哲平とコスられない街（2024年5月31日、TBSテレビ）
- ダウンタウンDX（2025年4月24日、読売テレビ）

### ラジオ
- CULTURE RADIO via TOKYO（2020年4月4日 - 2023年3月25日、ZIP-FM）[3]

- ナイツのちゃきちゃき大放送（2024年7月6日、TBSラジオ）

## 書籍

### デジタル写真集
- Unexpected Beauty（2023年9月11日、集英社、撮影：中村和孝） - 週プレ PHOTO BOOK（『週刊プレイボーイ39・40号』アザーカット）[12][13]